# Cité de Canning
La Cité de Canning (City of Canning en anglais) est une zone d'administration locale dans la banlieue de Perth en Australie-Occidentale en Australie à environ 10 kilomètres au sud-est du centre-ville. 
La zone est divisée en un certain nombre de localités:
- Bentley
- Canning Vale
- Cannington (en)
- East Cannington
- Ferndale
- Leeming
- Lynwood
- Parkwood
- Queens Park
- Riverton
- Rossmoyne
- Shelley
- St James
- Welshpool
- Willetton
- Wilson

La zone a 9 conseillers et est découpée en 3 circonscriptions.

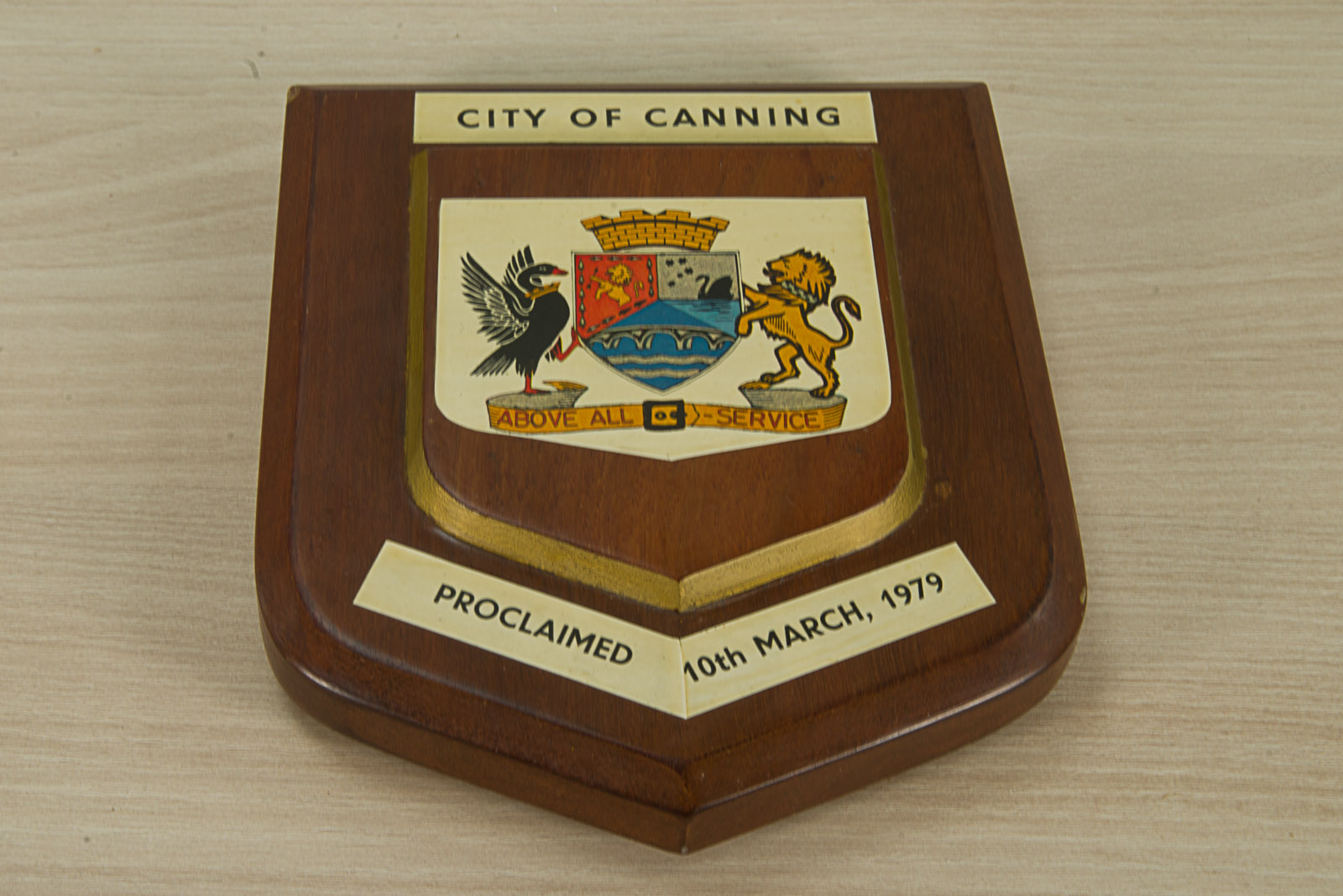
Plaque de proclamation de la ville de Canning